# Katholische junge Gemeinde
Die Katholische junge Gemeinde (kurz KjG) ist ein Kinder- und Jugendverband, der sich nach den katholischen Pfarreien in den Diözesen der Bundesrepublik Deutschland strukturiert. Sie hat bundesweit etwa 80.000 Mitglieder in 24 Diözesanverbänden (Stand: März 2022) und ist damit neben der Deutschen Pfadfinderschaft St. Georg der größte katholische Jugendverband in Deutschland. Die KjG ist Mitglied im Dachverband Bund der Deutschen Katholischen Jugend (BDKJ).

## Organisation

### Pfarreiebene
Auf Pfarreiebene bieten ehrenamtliche Gruppenleiter Gruppenstunden, Ferienfreizeiten und sonstige Angebote für Kinder, Jugendliche und junge Erwachsene an. Die Verantwortlichen treffen sich  in Leiterrunden und Arbeitskreisen. Die Koordination läuft über eine gewählte Pfarrleitung. Das aktive Wahlrecht besitzt prinzipiell jedes KjG-Mitglied in der Pfarrei, wobei teilweise (örtlich verschiedene) Altersgrenzen gelten, so zum Beispiel eine Beschränkung des Wahlrechts auf Mitglieder, die höchstens 27 Jahre alt sind. Verschiedene Diözesanverbände legen Wert auf ein durchgehend gleiches Stimmrecht, unabhängig vom Alter oder der Funktion des jeweiligen Mitglieds.

### Mittlere Ebene
Die mittlere Ebene wird je nach Diözesanverband Bezirk, Dekanat, Kreis oder Region genannt. Hier werden übergemeindliche Angebote geschaffen und die einzelnen Pfarrgemeinden untereinander vernetzt. Je nach kommunaler Gliederung gehört auch die politische Interessenvertretung der KjG in regionalen Gremien, wie zum Beispiel auf BDKJ-Stadtversammlungen oder in Stadt- bzw. Kreisjugendringen, zu den Aufgaben der mittleren Ebene. Diese kann jedoch auch auf Pfarreiebene angesiedelt sein. Koordiniert wird diese Ebene von gewählten, ehrenamtlichen, paritätisch besetzten Bezirks-/Dekanats-/Kreis-/Regionalleitungen. Als Austausch- und Kontrollgremium existiert in einigen mittleren Ebenen ein Ausschuss, der analog zum Diözesanausschuss auf Diözesanebene das höchste beschlussfassende Gremium zwischen den Konferenzen ist. Weiterhin können Arbeitskreise zur Planung von Aktivitäten und zur Unterstützung/Beratung der Pfarreien gewählt werden.

### Diözesanebene
Die nächsthöhere Ebene ist die Diözesanebene, auf der die Diözesanleitung (DL) das bistumsweite Geschehen koordiniert. Die Diözesankonferenz (DiKo), auf der Vertreter der mittleren Ebenen vertreten sind, wählt und kontrolliert die DL. Über Anträge können durch die DiKo Arbeitsaufträge an die DL erteilt werden. Weiter wählt die DiKo aus den Leitungen der mittleren Ebenen die Mitglieder des Diözesanausschusses, dem höchsten beratenden und beschlussfassenden Gremium zwischen zwei Diözesankonferenzen. Außerdem richtet die Diözesankonferenz Arbeitskreise (AK) ein, die die Diözesanleitung bei ihren Aufgaben unterstützen. Eine wichtige Aufgabe des Diözesanverbandes ist es ein Angebot zu schaffen, durch das die qualitative Arbeit der Pfarrebene abzusichern ist. Hier sind besonders Aus- und Fortbildungsangebote für Gruppenleiter zu nennen.

### Bundesebene
Die Bundesebene bildet als Zusammenschluss der Diözesanverbände die höchste Ebene der KjG. Sie soll den Kontakt und Austausch zwischen den einzelnen Diözesanverbänden fördern, Projekte für den gesamten Verband durchführen, Dienstleistungen für die Diözesanverbände anbieten und die Interessen der KjG (von Kindern und Jugendlichen) in Politik und Kirche wahrnehmen. So werden Informationsbroschüren und Mitgliedsausweise für alle Diözesanverbände erstellt, Schulungen für Diözesanleiter organisiert oder Projekte für den gesamten Verband durchgeführt.
Der Vorstand der KjG besteht aus der dreiköpfigen Bundesleitung, darunter eine geistliche Leitung. Die Bundesleitung wird von der jährlich stattfindenden Bundeskonferenz gewählt. Bis 2011 stellte der ebenfalls gewählte, ausschließlich aus amtierenden Diözesanleitern bestehende Bundesausschuss das höchste beschlussfassende Gremium zwischen den Konferenzen dar. Durch eine Satzungsänderung tritt an dessen Stelle seitdem der Bundesrat, welcher zweimal im Jahr tagt. Stimmberechtigte Mitglieder sind die Mitglieder der Bundesleitung und zwei Delegierte aus jedem Diözesanverband. Dem Bundesrat sind insbesondere folgende Aufgaben vorbehalten: die Beschlussfassung über gemeinsame Aktionen und bundesverbandliche Schwerpunkte, die Entgegennahme von Zwischenberichten der Bundesleitung und der Kommissionen und die Unterstützung der Bundesleitung bei der Planung und Vorbereitung der Bundeskonferenz, die Schlichtung und Entscheidung in Konfliktfällen zwischen Diözesanverbänden oder zwischen einem Diözesanverband und der Bundesleitung und der Sorge für die Durchführung der Beschlüsse der Bundeskonferenz.

### Bundestreffen
In unregelmäßigen Abständen lädt der Bundesverband, ggf. in Kooperation mit einem Diözesanverband, alle KjG-Mitglieder zu einem Bundestreffen ein, das letzte fand unter dem Titel „DenkMal!“ vom 24. bis 28. Mai 2017 unter dem Motto „Frieden denken. Zukunft schenken.“ im Nordsternpark in Gelsenkirchen statt. „DenkMal!“ war weitgehend als Freiluftveranstaltung konzipiert und verband vielfältige Workshop-Angebote mit kulturellen Höhepunkten, Rockmusik, Gottesdiensten, einer Kinder- und Jugenddemonstration in der Würzburger Innenstadt und einer Präsentation der regionalen Arbeitsschwerpunkte des Verbandes. Etwa 1500 KjGler aus dem kompletten Bundesgebiet nahmen teil. Frühere Ereignisse dieser Art waren „UTOPIAjetzt!“ vom 1. bis zum 4. Mai 2008 in Würzburg, „Eventure 2001“ in Mannheim, „Signale ’90“ in Neuss oder „Forum Aachen“ 1977 in Aachen.

### Mitgliedschaften
Die KjG gehört zusammen mit anderen katholischen Jugendverbänden dem Bund der Deutschen Katholischen Jugend als Dachverband an. Außerdem ist die KjG international durch ihre Mitgliedschaft in der fimcap vertreten.

## Grundlagen und Ziele
„In der Katholischen jungen Gemeinde (KjG) schließen sich junge Christen zusammen. Mitglied kann jeder werden, der die Grundlagen und Ziele bejaht. Demokratisch und gleichberechtigt wählen alle Mitglieder die Leitungen und entscheiden über die Inhalte und Arbeitsformen des Verbandes.“

Die KjG ist auf allen Ebenen politisch aktiv und will Kindern und Jugendlichen Mut machen, sich zu engagieren, Verantwortung zu übernehmen, aktiv zu werden für Dinge, die sie angehen und die verändert werden müssen. Außerdem will die KjG zu gesellschaftlichem Handeln und zur Gestaltung des eigenen Alltags aus der eigenen religiösen Überzeugung heraus ermutigen.

## Geschichte

### Von der Gründung bis zum Verbot 1939
Der „Katholische Jungmännerverband“ (KJMV), der Vorläuferverband der „Katholische Jungmännergemeinschaft“ (KJG), wurde 1896 in Düsseldorf als erster Vorläuferverband der Katholischen jungen Gemeinde gegründet. Im Jahr 1915 wurde der Zentralverband der „Katholische Jungfrauenvereine Deutschlands“, der Vorläuferverband der „Katholische Frauenjugendgemeinschaft“ (KFG), ebenfalls in Düsseldorf gegründet.
Zum ersten hauptamtlichen Generalsekretär des Katholischen Jungmännerverbandes wählte die in Mainz tagende Generalversammlung der Katholischen Jünglingsvereinigungen im Jahr 1907 Carl Mosterts, den Kaplan der Düsseldorfer Pfarrei St. Maximilian. Am 2. Februar 1908 wurde ein erstes Büro als Verbandszentrale in zwei Räumen der Pfarrei St. Lambertus am Stiftsplatz 10a in Düsseldorf eingeweiht. Die Verbandszentrale übersiedelte 1916 in das Achenbachhaus an der Schadowstraße 54 und zog 1922/1923 in die Derendorfer Straße 1 um. Am 2. Februar 1924 wurde dort die Verbandszentrale unter der Bezeichnung „Jugendhaus Düsseldorf“ eingeweiht.
Carl Mosterts pachtete 1922 das Gelände der ehemaligen Abtei Altenberg im Bergischen Land östlich von Köln, direkt neben dem Altenberger Dom, um ein Erholungs- und Ferienheim für aus dem Ersten Weltkrieg heimgekehrte junge Männer zu gründen. Wenige Tage nach Unterzeichnung des Mietvertrages brach in dem als Hotel genutzten ehemaligen „Konversenflügel“ neben dem Haupteingang des Domes ein Brand aus, der große Teile des Gebäudes vernichtete. Eine „Werkschar“ von Ehrenamtlichen ging an den Wiederaufbau. In den abschnittsweise fertiggestellten Räumen trafen sich bald Jungengruppen zur Erholung und zur Fortbildung. Der Neu- und Umbau von Haus Altenberg, wie die Begegnungsstätte genannt wurde, wurde 1933 abgeschlossen.
Carl Mosterts starb im Jahr 1926. Sein Nachfolger Ludwig Wolker entwickelte Haus Altenberg zur „Reichsführerschule“ des katholischen Jungmännerverbands, die Jugendvereinsführung und Jugendseelsorge verknüpfte. Der benachbarte Altenberger Dom wurde in diese geistliche Jugendarbeit intensiv mit einbezogen. Ludwig Wolker bezeichnete sich selbst gern als „Rufer von Altenberg“, die von ihm konzipierten Grundlagen kirchlicher Jugendarbeit und Jugendseelsorge als „Pastorale Altenbergense“. Die Madonna von Altenberg im Dom erklärte er zur „Königin des Bundes“.
Das Jugendhaus, in dessen gleichnamigem Verlag verschiedene Zeitschriften und Liederbücher erschienen, wurde in der Zeit des Nationalsozialismus ab 1933 mehrfach von der Gestapo besetzt. Ludwig Wolker und 57 Mitarbeiter des Jugendhauses wurden wegen angeblicher Zusammenarbeit mit den Kommunisten vorübergehend verhaftet. Am 6. Februar 1939 schloss die Gestapo das Haus endgültig und beschlagnahmte es. Gleichzeitig wurden sämtliche katholischen Jugendverbände, somit auch der Katholische Jungmännerverband und die Katholische Frauenjugendgemeinschaft, aufgelöst.

### Nach dem Zweiten Weltkrieg
Im Jahr 1947 wurde der Verband wiederbegründet, jetzt unter dem Namen „Katholische Jungmännergemeinschaft“.  (KJG). Mit anderen nach Kriegsende wieder belebten katholischen Jugendverbänden schloss sich der Verband im März 1947 im Jugendhaus Kloster Hardehausen bei Paderborn zu einem Dachverband zusammen, dem „Bund der Deutschen Katholischen Jugend“ (BDKJ). 1954 wurde die „Katholische Frauenjugendgemeinschaft“ (KFG) wiedergegründet, die ihre Aufgabe darin sieht, „das Leben der Jugend in der Gemeinde zu aktivieren und soziale Aufgaben zu übernehmen“. 1966 arbeiteten KFG und KJG erstmals in der gemeinsamen „Aktion Mosaik“ zusammen.
Ein erstes gemeinsames Delegiertentreffen der Vorläuferorganisationen „Katholische Jungmännergemeinschaft“ (KJG) und „Katholische Frauenjugendgemeinschaft“ (KFG) fand 1968 in Münster statt. Unter dem Motto „Zur Antwort bereit“ trafen sich rund 13.000 Jugendliche und Mitglieder der Vorläuferorganisationen zu einem großen Deutschlandtreffen. Ein Jahr später beschlossen die beiden Verbände in Würzburg gemeinsame „Grundlagen und Ziele“ mit programmatischen, pädagogischen und politischen Akzenten, die im Wesentlichen  bis heute von Bedeutung sind. Auf der Bundeskonferenz vom 12. bis zum 17. Juni 1970 in Altenberg vereinigten sich KJG und KFG zur neuen „Katholischen jungen Gemeinde“ (KjG). Der Verband setzte sich zum Ziel, das Leben in der Pfarrgemeinde und im Gemeinwesen bewusst mitzugestalten
Die 1970er und 1980er Jahre waren durch Konflikte mit der Deutschen Bischofskonferenz bestimmt, als der sich als demokratisch verstehende Verband starre Hierarchien in der Kirche und das offizielle katholische Frauenbild kritisierte. Im Jahr 1976 öffnete sich der Verband für Christen anderer Konfessionen. Von 1974 bis 1977 brachte die Aktion  „Kinder, wo drückt Euch der Schuh?“ einen Impuls für die jüngsten Mitglieder in der Kinderstufe des Verbandes.
Im Jahr 1977 trafen sich 8000 Jugendliche zum ‚FORUM AACHEN 77‘ und artikulierten Probleme in der Schule, im Betrieb und in der Gemeinde. Die dabei initiierte Aktion „Nicht Schweigen – Handeln“ brachte eine politische Akzentsetzung, die zu einem Konflikt mit der Deutschen Bischofskonferenz und dem Zentralkomitee der deutschen Katholiken führte und auch verbandsintern auf die Dauer nicht konsensfähig war. Daraus ergab sich eine Selbstverständnis- und Perspektivdiskussion mit der Entwicklung von „Orientierungspunkten“, die vor allem auf eine innerverbandliche Konsensbildung und auf eine Verständigung mit den Bischöfen abzielten.
Neue Elemente der Verbandsarbeit waren die Projektmethode und eine verstärkte Mädchen- und Frauenarbeit; die erste Bundesfrauentagung zum Thema „Frauenarbeit in der KjG“ war dann 1983, 1986 die erste Bundesfrauenkonferenz und 1989 die erste Bundesmännerkonferenz. 1979 beschloss die Bundeskonferenz, sich für den Ausstieg aus der Atomenergie einzusetzen. Der Eröffnungsgottesdienst der Bundeskonferenz 1986 fand am Bauzaun der Wiederaufbereitungsanlage Wackersdorf statt; daraus entstand 1988 die Aktion  „Energisch wenden“ zu Fragen alternativer Energiepolitik. Das Umweltschutz-Engagement wurde 1985 mit dem Projekt „Arche Noah – Umweltaktion von Kindern“ aufgegriffen.
Ein weiterer Konflikt mit der Deutschen Bischofskonferenz ergab sich 1984 aus dem „roten Songbuch der KjG“; er führte zu einer aktualisierten Selbstverständnis- und Perspektivdiskussion des Verbandes und dem Beschluss der einer „Standortbestimmung der KjG in der Kirche“ als Standortbeschreibung der KjG in der Kirche.
Auf der Bundeskonferenz 1994 wurde die Geschlechterparität in den Leitungsämtern auf allen Ebenen des Verbandes eingeführt. Im Jahr 1995 zog die Bundesstelle in ein eigenes Gebäude nach Neuss. Der KjG-Verlag hat gleichzeitig massive finanzielle Probleme, was zu Entlassungen in der Bundesstelle und Beitragserhöhungen führte. 1999 wurde das erst 1995 bezogene Gebäude der Bundesstelle in Neuss verkauft. Im Oktober 2007 zog die Bundesstelle zurück in das Jugendhaus Düsseldorf.
Die 2000er-Jahre waren gekennzeichnet von Kooperationen, Großveranstaltungen, dem Thema  „Nachhaltigkeit“ sowie Publikationen und Aktionen im Bereich Geschlechterdemokratie. Ein „KjGay- das LesBiSchwules Netzwerk der KjG“ gründet sich 2001. Im Jahr 2002 kam es zu TRIALOG– together in difference, einem multireligiösen Dialogprojekt des Bundesverbandes Jüdischer Studenten in Deutschland (BJSD), der Katholischen jungen Gemeinde und der Muslimischen Jugend in Deutschland (MJD); als gemeinsames Ziel wurde formuliert: „Alle drei Verbände wollen dem friedvollen und gleichberechtigten Zusammenleben verschiedener Religionen in Deutschland einen Schritt näher kommen.“
Weitere Projekte waren:
- 2002: „Schoko sucht Lade“, ein Kinderstufenprojekt zum Thema Fairer Handel und Schokolade
- 2003:  „generation xy – keine musterknaben“, jungenpädagogisches Onlineprojekt für 14-16-Jährige
- 2004: „4girls – Das Mädchenprojekt der KjG“ für Mädchen im Alter von 11 bis 14 Jahren
- 2006–2007: „menschkomm!“ Über 10.000 KjGlerinnen und KjGler in 400 Gruppen reflektierten ihren Glauben, ihr Leben, Denken und Handeln reflektiert und präsentierten es in der Öffentlichkeit.
- 2012:  „Bin…da!“ – dezentrales Gottesdienstprojekt vom 23. bis 25. November, bei dem die KjG in ihren Heimatpfarreien ihre eigene Spiritualität vorstellten.
- 2013, im Jahr der Bundestagswahl, startete das jugendpolitische Projekt  „POLITIX - mitmischen und verändern“, 2014 war „YOUrope - StrippenzieherInnen für eine jugendgerechte EU“ das europapolitische Projekt der KjG im EU-Wahljahr.
- 2016 beschloss die Bundeskonferenz aufgrund aktueller gesellschaftspolitischer Entwicklungen zwei Anträge zum Thema Vielfalt und Toleranz: „Solidarität statt Menschenfeindlichkeit“ und „Gegen einen Atmosphäre der Angst“.[15]

## Das Logo
Das Verbandsemblem der KjG nennen Verbandsmitglieder „Seelenbohrer“. Es wurde von dem im Kölner Raum ansässigen Grafiker Alfred Klever 1967 während eines Siebdruckkurses in Altenberg entworfen. Er sollte das Motto des Pfingsttreffens der KjG-Vorgängerverbände KFG und KJG im Jahr 1968 in Münster symbolisieren: „Zur Antwort bereit!“ Auf dem Deutschlandtreffen wurde das Logo dann folgendermaßen erklärt: „Der Punkt in der Mitte bedeutet Christus, die Frohe Botschaft, das Leben. Der Balken, der sich um den Punkt bewegt, symbolisiert die Menschen, die ‚aus der Mitte heraus‘ versuchen, sich den Problemen zu stellen und Antwort zu geben, und der Pfeil deutet Dynamik an. Sich auf den Boden der Botschaft Christi zu stellen, heißt zugleich, vorwärts zu gehen, Ziele zu verfolgen.“ Eine (selbst-)ironische Interpretation lautet: „einmal um den heißen Brei herum, haarscharf am Ziel vorbei und dann schnell wieder weg!“

## Schutzpatron
Schutzpatron der KjG ist Thomas Morus (1477–1535). Von ihm stammt auch der Leitspruch der KjG:

„Nie hätte ich daran gedacht, einer Sache zuzustimmen, die gegen mein Gewissen gewesen wäre.“

Auf der Bundeskonferenz 2024 wurde eine kritische Auseinandersetzung mit Thomas Morus in seinem historischen Kontext angekündigt. Es wird geprüft, inwieweit Thomas Morus als Schutzpatron der KjG weiterhin passend ist.